# Polygala leptostachys
Polygala leptostachys là một loài thực vật có hoa trong họ Polygalaceae. Loài này được Shuttlew. ex A.Gray miêu tả khoa học đầu tiên năm 1852.